# Sam & Cat
Sam & Cat is een Amerikaanse sitcom voor tieners van Dan Schneider voor Nickelodeon en een spin-off van de televisieseries iCarly en Victorious. Hoofdpersonages in de serie zijn Cat Valentine (uit Victorious, rol van Ariana Grande) en Sam Puckett (uit iCarly, wederom gespeeld door Jennette McCurdy). Het zijn twee tieners die huisgenoten worden en een kinderoppasdienst opstarten. De uitzending van de eerste aflevering van de serie is uitgezonden op 8 juni 2013 in de Verenigde Staten. In Nederland en België had het zijn première op 28 september 2013. In de VS werd de laatste aflevering van Sam & Cat op 17 juli 2014 uitgezonden, vanwege interne conflicten. Dit was vlak voor de allereerste Kids Choice Sports. In Nederland eindigde de serie op 17 oktober 2014.

## Rolbezetting
- Sam Puckett - Jennette McCurdy
- Cat Valentine - Ariana Grande
- Nona - Maree Cheatham
- Dice - Cameron Ocasio
- Goomer - Zoran Korach

## Nederlandse nasynchronisatie
- Sam Puckett - Pip Pellens
- Cat Valentine - Stephanie van Rooijen
- Nona - Ine Kuhr
- Dice - Nathan van der Horst
- Goomer - Dennis Willekens

## Afleveringen
| Afleveringen | Uitzendingen VS | Uitzendingen VS | Uitzendingen NL   | Uitzendingen NL |
| Afleveringen | Start           | Einde           | Start             | Einde           |
| ------------ | --------------- | --------------- | ----------------- | --------------- |
| 35           | 8 juni 2013     | 17 juli 2014    | 28 september 2013 | 17 oktober 2014 |

### Seizoen 1 (2013-2014)
| Nr. | Aflevering | Titel                                                                   | Regisseur      | Schrijver                                                           | Uitzenddatum      | Uitzenddatum      | Productiecode |  |
| --- | ---------- | ----------------------------------------------------------------------- | -------------- | ------------------------------------------------------------------- | ----------------- | ----------------- | ------------- |  |
| 1   | 1          | De Eerste Ontmoeting #Pilot                                             | Steve Hoefer   | Dan Schneider                                                       | 28 september 2013 | 8 juni 2013       | 101           |  |
| 2   | 2          | Lievelingsserie #FavoriteShow                                           | Steve Hoefer   | Dan Schneider                                                       | 5 oktober 2013    | 15 juni 2013      | 102           |  |
| 3   | 3          | Britse Bengels #TheBritBrats                                            | Adam Weissman  | Dan Schneider & Jake Farrow                                         | 12 oktober 2013   | 22 juni 2013      | 104           |  |
| 4   | 4          | Nieuwe Geit #NewGoat                                                    | Steve Hoefer   | Dan Schneider & Warren Bell                                         | 19 oktober 2013   | 29 juni 2013      | 103           |  |
| 5   | 5          | SMS-wedstrijd #TextingCompetition                                       | Russ Reinsel   | Dan Schneider & Christopher J. Nowak                                | 2 november 2013   | 13 juli 2013      | 108           |  |
| 6   | 6          | Oppas Oorlog #BabysitterWar                                             | Steve Hoefer   | Dan Schneider & Christopher J. Nowak                                | 9 november 2013   | 20 juli 2013      | 105           |  |
| 7   | 7          | Goomer Sitten #GoomerSitting                                            | Adam Weissman  | Dan Schneider & Warren Bell                                         | 16 november 2013  | 27 juli 2013      | 106           |  |
| 8   | 8          | Kinder Klimmen #ToddlerClimbing                                         | Adam Weissman  | Dan Schneider & Jake Farrow                                         | 23 november 2013  | 3 augustus 2013   | 107           |  |
| 9   | 9          | Mamma Goomer #MommaGoomer                                               | Dan Frischman  | Dan Schneider & Christopher J. Nowak                                | 30 november 2013  | 10 augustus 2013  | 111           |  |
| 10  | 10         | Babysit Reclame #BabysittingCommercial                                  | Steve Hoefer   | Dan Schneider & Warren Bell                                         | 8 februari 2014   | 4 september 2013  | 112           |  |
| 11  | 11         | Wraak Van De Britse Bengels #RevengeOfTheBritBrats                      | Adam Weissman  | Dan Schneider & Warren Bell                                         | 25 januari 2014   | 21 september 2013 | 109           |  |
| 12  | 12         | Motorfiets Mysterie #MotorcycleMystery                                  | Steve Hoefer   | Dan Schneider & Jake Farrow                                         | 18 januari 2014   | 28 september 2013 | 110           |  |
| 13  | 13         | Geheime Kluis #SecretSafe                                               | Adam Weissman  | Dan Schneider & Jake Farrow                                         | 15 februari 2014  | 5 oktober 2013    | 113           |  |
| 14  | 14         | Oscar De Kneus #OscarTheOuch                                            | Russ Reinsel   | Dan Schneider & Dave Malkoff                                        | 1 maart 2014      | 12 oktober 2013   | 115           |  |
| 15  | 15         | Poppassen #DollSitting                                                  | Steve Hoefer   | Dan Schneider & Christopher J. Nowak                                | 22 februari 2014  | 18 oktober 2013   | 114           |  |
| 16  | 16         | Peezy B #PeezyB                                                         | Paul Coy Allen | Dan Schneider & Jake Farrow                                         | 30 maart 2014     | 2 november 2013   | 119           |  |
| 17  | 17         | Salmon Cat #SalmonCat                                                   | Russ Reinsel   | Dan Schneider & Christopher J. Nowak                                | 15 maart 2014     | 9 november 2013   | 117           |  |
| 18  | 18         | Twinfectie #Twinfection                                                 | Steve Hoefer   | Dan Schneider & Jake Farrow                                         | 8 maart 2014      | 16 november 2013  | 116           |  |
| 19  | 19         | Mijn Poeber #MyPoober                                                   | Steve Hoefer   | Dan Schneider & Warren Bell                                         | 29 maart 2014     | 23 november 2013  | 118           |  |
| 20  | 20         | Schoenen Gek #MadAboutShoe                                              | Steve Hoefer   | Dan Schneider & Christopher J. Nowak                                | 5 april 2014      | 30 november 2013  | 120           |  |
| 21  | 21         | Magische Pinautomaat #MagicATM                                          | Adam Weissman  | Dan Schneider & Christopher J. Nowak                                | 17 mei 2014       | 4 januari 2014    | 123           |  |
| 22  | 22         | #Lumpatious                                                             | Russ Reinsel   | Dan Schneider & Jake Farrow                                         | n.n.b.            | 11 januari 2014   | 122           |  |
| 23  | 23         | de Gevaarlijke Tonijn Sprong #TheKillerTunaJump: #Freddie #Jade #Robbie | Adam Weissman  | Dan Schneider & Warren Bell                                         | 3 mei 2014        | 18 januari 2014   | 124-125       |  |
| 24  | 24         | Jeej Dag #YayDay                                                        | Steve Hoefer   | Dan Schneider & Warren Bell                                         | 10 mei 2014       | 20 januari 2014   | 121           |  |
| 25  | 25         | #BrainCrush                                                             | Dan Frischman  | Dan Schneider & Jake Farrow                                         | n.n.b.            | 8 februari 2014   | 126           |  |
| 26  | 26         | #BlueDogSoda                                                            | Adam Weissman  | Christopher J. Nowak & Dan Schneider                                | n.n.b.            | 15 februari 2014  | 127           |  |
| 27  | 27         | #BlooperEpisode                                                         | Adam Weissman  | Dan Schneider & Jake Farrow                                         | n.n.b.            | 22 februari 2014  | 128           |  |
| 28  | 28         | #FresnoGirl                                                             | Steve Hoefer   | Dan Schneider & Christopher J. Nowak                                | n.n.b.            | 15 maart 2014     | 129           |  |
| 29  | 29         | #StuckInABox                                                            | Dan Frischman  | Dan Schneider & Warren Bell                                         | n.n.b.            | 22 maart 2014     | 130           |  |
| 30  | 30         | #SuperPsycho                                                            | Steve Hoefer   | Dan Schneider & Warren Bell                                         | n.n.b.            | 29 maart 2014     | 133           |  |
| 31  | 31         | #DroneBabyDrone                                                         | Russ Reinsel   | Dan Schneider & Jake Farrow                                         | n.n.b.            | 12 april 2014     | 131           |  |
| 32  | 32         | #FirstClassProblems                                                     | Steve Hoefer   | Dan Schneider & Christopher J. Nowak                                | n.n.b.            | 26 april 2014     | 132           |  |
| 33  | 33         | #KnockOut                                                               | Russ Reinell   | Dan Schneider & Jake Farrow                                         | n.n.b             | 7 juni 2014       | 133           |  |
| 34  | 34         | "#WeStealARockStar"                                                     | Steve Hoefer   | Dan Schneider & Christopher J. Nowak                                | n.n.b             | 12 juli 2014      | 135           |  |
| 35  | 35         | #GettinWiggy                                                            | Russ Reinell   | Verhaal : Andrew Thomas Teleplay door : Dan Schneider & Warren Bell | n.n.b             | 19 juli 2014      | 136           |  |

## Prijzen
| Jaar | Prijs                                | Categorie                      | Ontvanger        | Resultaat   |
| ---- | ------------------------------------ | ------------------------------ | ---------------- | ----------- |
| 2013 | J-14 Teen Icon Awards                | Icon TV Show                   | Sam & Cat        | Genomineerd |
| 2013 | J-14 Teen Icon Awards                | Icon TV Actrice                | Ariana Grande    | Genomineerd |
| 2013 | J-14 Teen Icon Awards                | Icon TV Actrice                | Jennette McCurdy | Genomineerd |
| 2014 | ANMTVLA Awards                       | Best Jeugdserie in 2013        | Sam & Cat        | Genomineerd |
| 2014 | ANMTV Brazil Awards                  | Best jeugd en tienerserie 2013 | Sam & Cat        | Genomineerd |
| 2014 | Nickelodeon Kids' Choice Awards 2014 | Favoriete TV Show              | Sam & Cat        | Gewonnen    |
| 2014 | Nickelodeon Kids' Choice Awards 2014 | Favoriete TV Actrice           | Ariana Grande    | Gewonnen    |
| 2014 | Nickelodeon Kids' Choice Awards 2014 | Favoriete TV Actrice           | Jennette McCurdy | Genomineerd |

## Streamingdiensten
Sinds de lancering van SkyShowtime in Nederland op 25 oktober 2022, zijn alle afleveringen van Sam & Cat beschikbaar op deze streamingdienst. Eerder waren ze in Nederland al beschikbaar op Netflix.